# Thé de feuille de plaqueminier
Le thé de feuille de plaqueminier ou thé de feuille de kaki, est une infusion de feuilles de plaqueminier cultivé (Diospyros kaki L.f.) couramment servie, parfois en mélange avec du thé de camélia, dans la zone de primo-domestication de cette plante : Chine, Corée, Japon. Son goût est agréable et comparé à celui du thé de sassafras.
La feuille de plaqueminier cultivé figure dans les listes francophones des plantes autorisées dans les compléments alimentaires établies en application de la directive européenne 2002/46/CE ,,.
Utilisé dans la médecine traditionnelle orientale pour son haut potentiel antioxydant, confirmé (2018) par le présence de triterpènes saponines particuliers, ce thé donne lieu à des recherches actives dans les pays producteurs et en Espagne, principale source d’information en langue occidentale. Selon un inventaire systématique (2018), la feuille du plaqueminier est avec le fruit vert la partie de la plante qui contient le plus grand nombre d'antioxydants à pouvoir thérapeutique.

## Dénomination
En Chine, il est nommé en 柿叶茶 (Shì yè chá), 감잎차 (Gamnip-cha) en Corée, 柿の葉茶（カキノハチャ） (Kakinoha-cha), et Persimmon Leaf Tea en anglais. Selon l'encyclopédie chinoise en ligne les Japonais l'appellent « thé sain et longévité » et les taïwanais « thé de beauté naturelle »[réf. nécessaire].

## Choix et préparation des feuilles

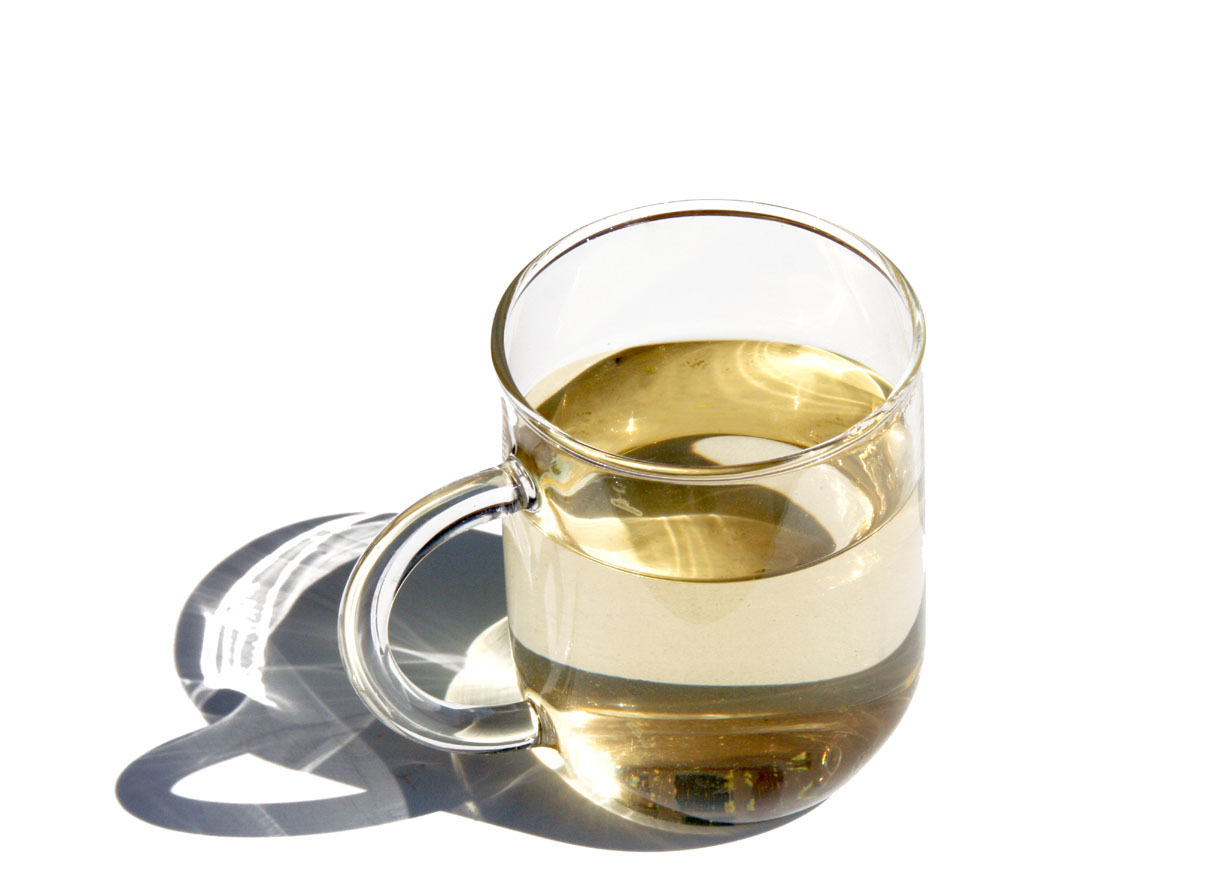
Thé de feuille de plaqueminier

Les feuilles sont récoltées en mai selon les coréens, en juillet-août selon les espagnols, de mai à août d'après une étude chinoise (2019), petites de préférence. Elles sont lavées, coupées en fines lanières puis pétries à la main, séchées à l'air chaud ou ambiant parfois dans l’obscurité, souvent stérilisées à la vapeur puis séchées à nouveau. On les conserve dans un endroit frais et sec.
Le cultivar et la région de production affectent la composition de la feuille, les monts Qinling dans la région de Funiu en Chine étant particulièrement propice. Une étude comparative des composés anti-oxydants de feuilles de cultivars Rojo brillante, Triumph et Jiro (2021) récoltés en Tunisie montre un écart de 50% du contenu en phénols totaux et de plus du double en flavonoïdes totaux entre Jiro le plus faible et Rojo brillante.

Un procédé de préparation des feuilles comprenant une étape de réduction de la teneur en tanins a été breveté en Chine en 2013.

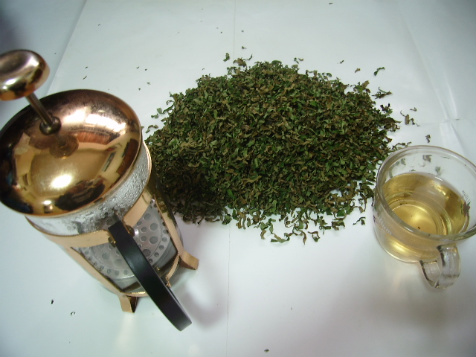
Préparation du thé de feuille de kaki (Gamnip-cha) en Corée

## Réalisation du thé
L’infusion dans l’eau bouillante est de 3 g/l pendant 10 min[réf. nécessaire], 60 min à 90 °C donnent le plus haut effet antioxydant .
L’infusion se fait aussi de feuille entière, séchée à l’air ou à la poêle; ou bien encore en remplaçant l'eau par du saké pendant 4 jours.

## Utilisation thérapeutique de la feuille de kaki
Selon une publication chinoise (2015) qui passe en revue les usages traditionnels, les feuilles de plaqueminier ont un potentiel thérapeutique pour l'artériosclérose cérébrale, le diabète, l'hypertension, la protection contre les lésions d'ischémie in vivo et in vitro, la régulation des mécanismes immunitaires et inflammatoires.
Les recherches expérimentales sont récentes et effectuées la plupart du temps avec des extraits éthanoliques, in vitro et sur modèle murin.

### Composition et toxicité

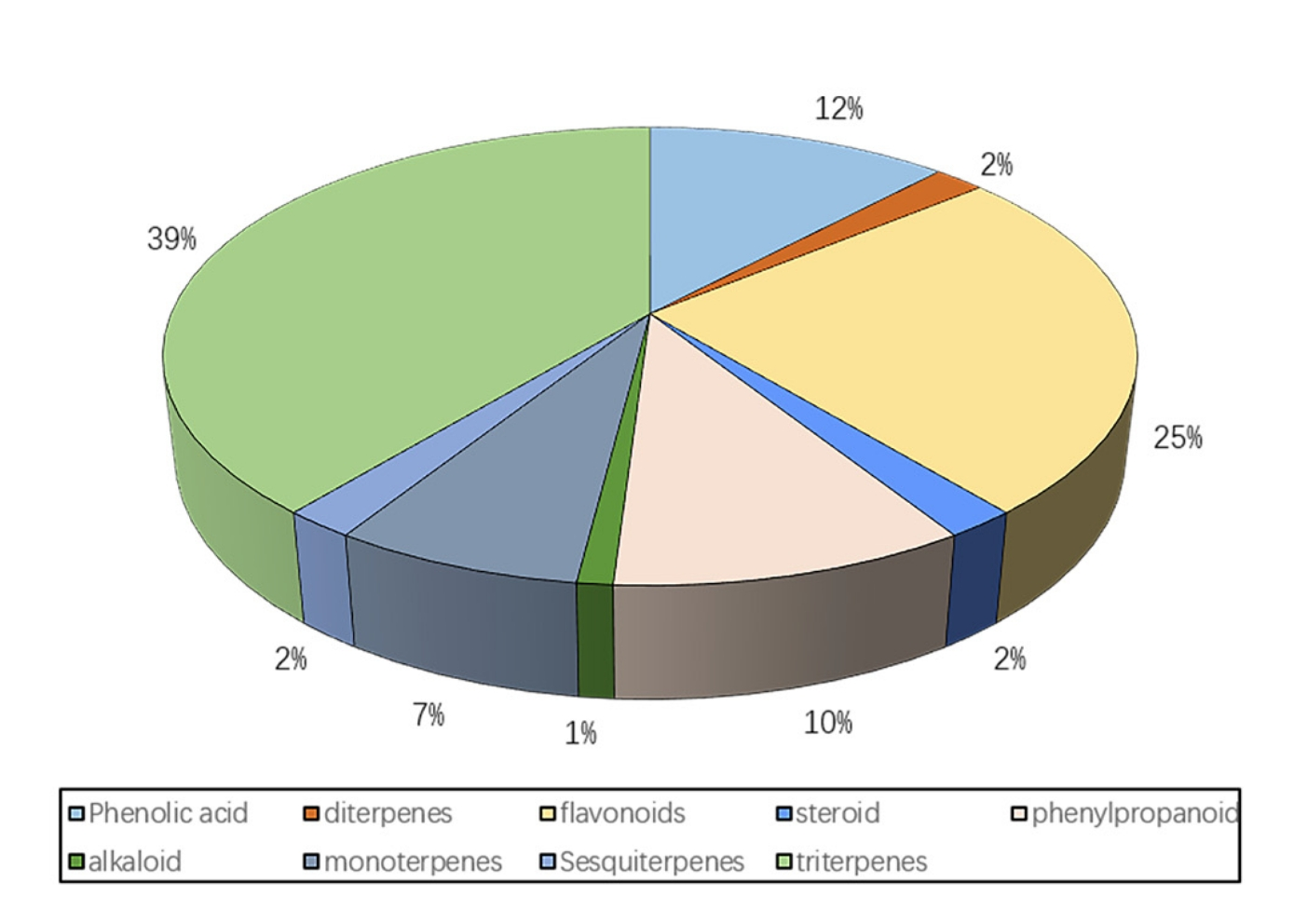
Flavonoïdes, terpènes, phénylpropanoïdes, stéroïdes, alcaloïdes et acides phénoliques isolés des feuilles de kaki.

Les feuilles des plaqueminiers PCA (Pollination Constant Astringent) ont des teneurs en polyphénols parmi les plus élevées et parmi les meilleurs effets antioxydants (2019). La teneur en flavonoïdes des feuilles de Diospyros kaki a été analysée (2020) par des chercheurs coréens. Les résultats montrent la présence avec des fréquences assez constantes de triforine (1,58%), kaempférol (1,33%), hyperoside (1,30%), astragaline (0,81%), et de quercétine (0,13%). En 2023, une publication canadienne inventorie les flavonoïdes, les terpénoïdes, les composés phénoliques et autres constituants et leurs d'activités pharmacologiques, elle note leur «profil nutritionnel et bioactif impressionnant», et que «la biodisponibilité de nombreux composés phénoliques, en particulier les flavonoïdes, présents dans les feuilles de kaki est relativement faible en raison de leur faible solubilité» et l'efficience des nano-émulsifications. La même année une publication chinoise analyse l'influence des composés des feuilles de Diospyros kaki sur le stress oxydatif (neuroprotection, anti-diabète, protection rénale, maladies dégénératives de la rétine et anti-cancer) et donne une synthèse des études pré-cliniques.

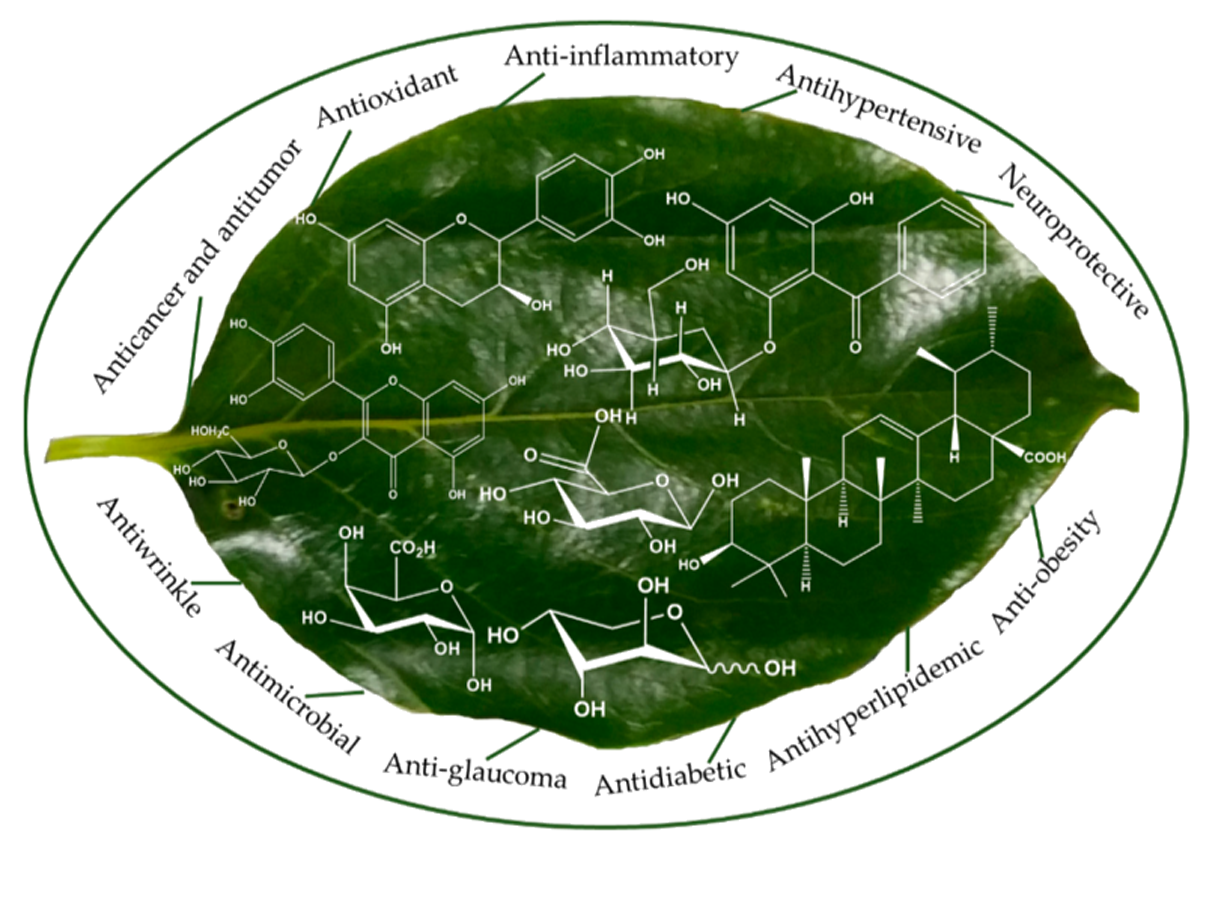
Propriétés pour la santé et mécanismes d'action démontrés chez les composants de la feuille de kaki (2023)

Une étude de phytotoxicité (2021) sur cellules humaines donne des résultats négatifs, aucune toxicité n'a été mise en évidence.

### Un anti cancéreux décrit
In vitro, l'activité anti-prolifération de l'extrait de feuille de kaki contre les cellules cancéreuses a été mise en évidence en 2020. Le mécanisme d'induction de la mort des cellules cancéreuses et d'inhibition de la prolifération cellulaire a été décrit par une équipe coréenne, puis sur modèle murin par une équipe chinoise a décrit le détail de l'immunohistochimie pour le cancer du sein (2020),. Ces derniers écrivent « l'extrait alcoolique de feuille de kaki améliore l'immunité, inhibe l'angiogenèse, inhibe la prolifération des cellules 4T1 et induit l'apoptose via à la régulation de la protéine Bax / Bcl-2 / Caspase-3 et à la phosphorylation des protéines régulatrices liées à la voie de signalisation MAPK » . C'est - écrivent 2 chercheurs coréens (2020) - une polysaccharide peptique de la feuille de plaqueminier qui inhibe l'angiogenèse des cellules tumorales via la régulation de 2 facteurs de transcription : MMP-9 (Matrix metalloproteinase) et VEGF (Vascular endothelial growth factor) . Une autre équipé coréenne confirme la voie de signalisation (PDGFR-Rac) .
Les formes sévères de carcinome hépatocellulaire (cancer du foie) seraient améliorées par l'extrait alcoolique de feuilles de kaki (2020). Les polysaccharides dérivés des feuilles de kaki sont in vitro un agent thérapeutique potentiel pour les métastases précoces du cancer du poumon.

### Un antioxydant puissant face aux maladies dégénératives

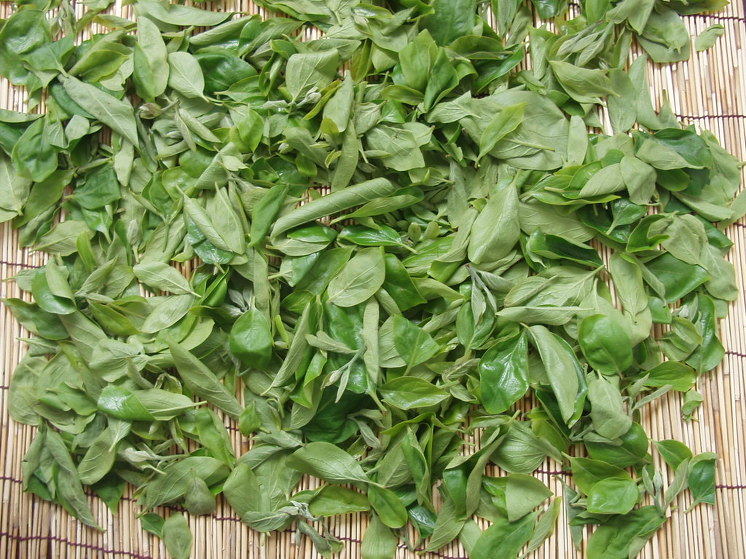
séchage des feuilles de plaqueminier (kaki)

Même si la teneur en polyphénols est une des plus basses des feuilles de plantes à effet antioxydant, sa capacité antioxydante totale est largement au-dessus de la moyenne,. Une comparaison effectuée chez le rat (2019) montre une action hypoglycémique, des effets bénéfiques sur le profil lipidique, les fonctions rénale et hépatique du thé de feuille de plaqueminier, au même titre que de la tisane de feuille de mûrier.
Concernant la maladie d'Alzheimer, les flavonoïdes de la feuille de bibacier ont un effet favorable démontré chez la souris APP/PS1 à sénescence accélérée (2017) ainsi que sur le bon fonctionnement de la mémoire et la fonction d'apprentissage chez les souris atteintes de cette maladie neurodégénérative (2018).
L'extrait éthanolique de feuille de kaki prévient et traite la sécheresse oculaire chez la souris (amélioration la densité cellulaire du gobelet conjonctival et réduction de la réponse inflammatoire en réduisant l'activation du facteur de régulation de l'interféron),.

### Effet sédatif
En Chine, l'extrait de feuille de kaki est traditionnellement réputé favorable au sommeil. Une publication universitaire chinoise a montré (2025) chez la souris que cet extrait augment la production d'acide γ-aminobutyrique qui est un des principaux neurotransmetteur dans à la régulation du sommeil, il régule l'expression cellulaire de la sérotonine, de la dopamine et de l'adénosine. La durée totale du sommeil et la rapidité d'endormissement des souris est montrée et dose-dépendante.